# Причепилівка
Причепи́лівка — село в Україні, у Гірській міській громаді Сіверськодонецького району Луганської області.

## Населення

### Мова
Розподіл населення за рідною мовою за даними перепису 2001 року:
| Мова       | Кількість | Відсоток |
| ---------- | --------- | -------- |
| українська | 4         | 80%      |
| російська  | 1         | 20%      |
| Усього     | 5         | 100%     |

За даними перепису 2001 року населення села становило 5 осіб, з них 80 % зазначили рідною українську мову, а 20 % — російську.